# Imrich Daniš
Imrich Daniš (6. dubna 1918 Kotešová – ???) byl slovenský a československý politik Komunistické strany Slovenska a poúnorový poslanec Národního shromáždění ČSR.

## Biografie
Pocházel z rodiny dělníka. Vychodil střední školu. Vyučil se instalatérem. Podílel se na Slovenském národním povstání a roku 1945 vstoupil do KSS.
Po volbách do Národního shromáždění roku 1948 byl zvolen do Národního shromáždění za KSČ ve volebním kraji Trenčín. Mandát nabyl až dodatečně v říjnu 1952 jako náhradník poté, co rezignoval poslanec Štefan Bašťovanský. V parlamentu zasedal až do konce funkčního období, tedy do voleb v roce 1954. V roce 1977 se uvádí jako poslanec Slovenské národní rady.
V letech 1971–1979 byl předsedou Krajského národního výboru Středoslovenského kraje. V letech 1971–1981 byl členem Ústředního výboru Komunistické strany Slovenska. V roce 1973 mu byl udělen Řád Vítězného února, v roce 1978 Řád práce.